# Premijer Liga Bosne i Hercegovine
La Nogometna Premijer liga Bosne i Hercegovine (abbreviata in Premijer liga BiH), conosciuta anche come m:tel Premijer liga Bosne i Hercegovine per ragioni di sponsorizzazione, è la massima divisione del campionato bosniaco di calcio.
In base al coefficiente UEFA è il trentacinquesimo campionato più competitivo d'Europa.
Partecipano 12 squadre, con le ultime due classificate che vengono retrocesse in seconda divisione.

## Storia

### 1992-2002
Dalla dissoluzione della Jugoslavia (iniziata nel 1991 con l'uscita di Slovenia e Croazia, completata nel 1992 con quelle di Bosnia Erzegovina e Macedonia) alla unificazione dei campionati (2002) ogni componente etnica del Paese disputava il proprio campionato e coppa. Dal 1993 al 2000 ce n'erano tre: quello dei Bosgnacchi (unico riconosciuto dalla UEFA), quello dei Croati e quello dei Serbi; nel 2000 vi è stata la prima fusione: quella fra il campionato dei Bosgnacchi e dei Croati a formare la Premijer liga della Federazione BiH; infine nel 2002 anche i Serbi si sono uniti ed è nata la Premijer liga della Bosnia ed Erzegovina intera.
| Stagione | Prva liga NS BiH (bosgnacchi) | Prva liga Herceg-Bosne (croati) | Prva liga Republike Srpske (serbi) |
| -------- | ----------------------------- | ------------------------------- | ---------------------------------- |
| 1992–93  | nessuna manifestazione        | nessuna manifestazione          | nessuna manifestazione             |
| 1993–94  | non disputato                 | Široki Brijeg                   | non disputato                      |
| 1994–95  | Čelik Zenica                  | Široki Brijeg                   | non disputato                      |
| 1995–96  | Čelik Zenica                  | Široki Brijeg                   | Boksit Milići                      |
| 1996–97  | Čelik Zenica                  | Široki Brijeg                   | Rudar Ugljevik                     |
| 1997–98  | Bosna Visoko                  | Široki Brijeg                   | Rudar Ugljevik                     |
| 1998–99  | Sarajevo                      | Posušje                         | Radnik Bijeljina                   |
| 1999–00  | Jedinstvo Bihać               | Posušje                         | Boksit Milići                      |
| 2000–01  | Željezničar                   | Željezničar                     | Borac Banja Luka                   |
| 2001–02  | Željezničar                   | Željezničar                     | Leotar                             |

Dal 2002 la Prva liga Republike Srpske è declassata a seconda divisione, al pari della Prva liga FBiH.

### 2000-oggi
Nel campionato del 2001 (che coinvolgeva la sola Federazione BiH) parteciparono 22 squadre: a fine torneo 8 squadre vennero retrocesse in seconda divisione. Nel 2002 si tornò a 16 squadre ma ne vennero retrocesse quattro.
A partire dal 2002-03 parteciparono anche le squadre della Repubblica Srpska che dal 1995 organizzava un proprio torneo con le squadre serbe di Bosnia.
Dal 2016 le squadre sono scese da 16 a 12 per rendere il campionato più equilibrato.
La squadra vincitrice del torneo accede al primo turno di qualificazione della UEFA Champions League. La seconda e la terza classificata (o la vincitrice della coppa nazionale) accedono ai preliminari della UEFA Conference League. Le ultime due squadre delle graduatoria retrocedono in Prva liga Federacija Bosne i Hercegovine o in Prva liga Republike Srpske (a seconda della locazione).

## Squadre
Stagione 2024-2025.
| Squadra          | Città         | Stadio                          | Stagione precedente                 |
| ---------------- | ------------- | ------------------------------- | ----------------------------------- |
| Borac Banja Luka | Banja Luka    | Stadio municipale di Banja Luka | Campione della Bosnia ed Erzegovina |
| GOŠK Gabela      | Gabela        | Stadio Perica-Pero Pavlović     | 9° in Premijer Liga                 |
| Igman Konjic     | Konjic        | MGM Farm Arena (Doboj, Kakanj)  | 10° in Premijer Liga                |
| Posušje          | Posušje       | Stadion Mokri Dolac             | 5° in Premijer Liga                 |
| Radnik Bijeljina | Bijeljina     | Bijeljina City Stadium          | 1° in Prva Liga RS                  |
| Sarajevo         | Sarajevo      | Stadio Asim Ferhatović Hase     | 4° in Premijer Liga                 |
| Široki Brijeg    | Široki Brijeg | Pecara                          | 8° in Premijer Liga                 |
| Sloboda Tuzla    | Tuzla         | Stadio municipale di Tušanj     | 1° in Prva Liga FBiH                |
| Sloga Doboj      | Doboj         | Luke Stadium                    | 7° in Premijer Liga                 |
| Velež Mostar     | Mostar        | Stadio Rođeni                   | 3° in Premijer Liga                 |
| Željezničar      | Sarajevo      | Stadion Grbavica                | 6° in Premijer Liga                 |
| Zrinjski Mostar  | Mostar        | Stadio pod Bijelim Brijegom     | 2° in Premijer Liga                 |

## Partecipazioni per squadra
Sono 40 le squadre ad aver preso parte alle 24 stagioni del campionato dal 2002-03 al 2025-26 (in grassetto).
- 24 volte:  Sarajevo,  Široki Brijeg,  Željezničar,  Zrinjski Mostar
- 20 volte:  Borac Banja Luka,  Sloboda Tuzla
- 18 volte:  Čelik Zenica,  Velež Mostar
- 14 volte:  Leotar,  Radnik Bijeljina
- 12 volte:  Posušje,  Slavija,  Travnik
- 9 volte:  Olimpik Sarajevo
- 8 volte:  Rudar Prijedor
- 7 volte:  Modriča,  Orašje,  Zvijezda Gradačac
- 6 volte:  GOŠK Gabela,  Mladost D. Kakanj,  Tuzla City,  Žepče
- 5 volte:  NK Vitez
- 4 volte:  Budućnost Banovići,  Jedinstvo Bihać,  Krupa,  Sloga Doboj
- 3 volte:  Drina Zvornik,  Igman Konjic,  Laktaši,  Rudar Ugljevik,  Zvijezda 09
- 2 volte:  Brotnjo,  Glasinac Sokolac,  Kozara,  Mladost V.O.
- 1 volta:  Bosna Visoko,  Gradina Srebrenik,  Metalleghe-BSI,  Mladost Gacko

## Albo d'oro
Le prime due edizioni hanno visto coinvolte solo squadre della Federazione BiH (quindi solo Bosgnacchi e Croati), dal 2002 sono entrati anche i Serbi.
| Stagione                     | Vincitore        | Secondo posto    | Terzo posto      | Capocannoniere | Capocannoniere               | Capocannoniere           |
| Stagione                     | Vincitore        | Secondo posto    | Terzo posto      | Reti           | Giocatore                    | Squadra                  |
| ---------------------------- | ---------------- | ---------------- | ---------------- | -------------- | ---------------------------- | ------------------------ |
| PREMIJER LIGA FEDERACIJE BiH |                  |                  |                  |                |                              |                          |
| 2000-01                      | Željezničar      | Brotnjo          | Sarajevo         | 31             | Dželaludin Muharemović       | Željezničar              |
| 2001-02                      | Željezničar      | Široki Brijeg    | Brotnjo          | 15             | Ivica Huljev Velimir Brašnić | Željezničar Orašje       |
| PREMIJER LIGA BiH            |                  |                  |                  |                |                              |                          |
| 2002-03                      | Leotar           | Željezničar      | Sarajevo         | 24             | Emir Obuća                   | Sarajevo                 |
| 2003-04                      | Široki Brijeg    | Željezničar      | Sarajevo         | 20             | Alen Škoro                   | Sarajevo                 |
| 2004-05                      | Zrinjski Mostar  | Željezničar      | Široki Brijeg    | 17             | Zoran Rajović                | Zrinjski Mostar          |
| 2005-06                      | Široki Brijeg    | Sarajevo         | Zrinjski Mostar  | 18             | Petar Jelić                  | Modriča                  |
| 2006-07                      | Sarajevo         | Zrinjski Mostar  | Slavija          | 19             | Stevo Nikolić Dragan Benić   | Modriča Borac Banja Luka |
| 2007-08                      | Modriča          | Široki Brijeg    | Čelik Zenica     | 18             | Darko Spalević               | Slavija                  |
| 2008-09                      | Zrinjski Mostar  | Slavija          | Sloboda Tuzla    | 17             | Darko Spalević               | Slavija                  |
| 2009-10                      | Željezničar      | Široki Brijeg    | Borac Banja Luka | 16             | Feđa Dudić                   | Travnik                  |
| 2010-11                      | Borac Banja Luka | Sarajevo         | Željezničar      | 16             | Ivan Lendrić                 | Zrinjski Mostar          |
| 2011-12                      | Željezničar      | Široki Brijeg    | Borac Banja Luka | 19             | Eldin Adilović               | Željezničar              |
| 2012-13                      | Željezničar      | Sarajevo         | Borac Banja Luka | 20             | Emir Hadžić                  | Sarajevo                 |
| 2013-14                      | Zrinjski Mostar  | Široki Brijeg    | Sarajevo         | 18             | Wagner Santos Lago           | Široki Brijeg            |
| 2014-15                      | Sarajevo         | Željezničar      | Zrinjski Mostar  | 15             | Rijad Bajić                  | Željezničar              |
| 2015-16                      | Zrinjski Mostar  | Sloboda Tuzla    | Široki Brijeg    | 17             | Leon Benko                   | Sarajevo                 |
| 2016-17                      | Zrinjski Mostar  | Željezničar      | Sarajevo         | 19             | Ivan Lendrić                 | Željezničar              |
| 2017-18                      | Zrinjski Mostar  | Željezničar      | Sarajevo         | 16             | Miloš Filipović              | Zrinjski Mostar          |
| 2018-19                      | Sarajevo         | Zrinjski Mostar  | Široki Brijeg    | 16             | Sulejman Krpić               | Željezničar              |
| 2019-20                      | Sarajevo         | Željezničar      | Zrinjski Mostar  | 13             | Mersudin Ahmetović           | Sarajevo                 |
| 2020-21                      | Borac Banja Luka | Sarajevo         | Velež Mostar     | 17             | Nemanja Bilbija              | Zrinjski Mostar          |
| 2021-22                      | Zrinjski Mostar  | Tuzla City       | Borac Banja Luka | 33             | Nemanja Bilbija              | Zrinjski Mostar          |
| 2022-23                      | Zrinjski Mostar  | Borac Banja Luka | Željezničar      | 24             | Nemanja Bilbija              | Zrinjski Mostar          |
| 2023-24                      | Borac Banja Luka | Zrinjski Mostar  | Velež Mostar     | 24             | Nemanja Bilbija              | Zrinjski Mostar          |
| 2024-25                      | Zrinjski Mostar  | Borac Banja Luka | Sarajevo         | 19             | Mihael Mlinarić              | Velež Mostar             |

## Vittorie per squadra
| Squadra          | Vittorie | Anni                                                 |
| ---------------- | -------- | ---------------------------------------------------- |
| Zrinjski Mostar  | 9        | 2005, 2009, 2014, 2016, 2017, 2018, 2022, 2023, 2025 |
| Željezničar      | 5        | 2001, 2002, 2010, 2012, 2013                         |
| Sarajevo         | 5        | 1999, 2007, 2015, 2019, 2020                         |
| Borac Banja Luka | 3        | 2011, 2021, 2024                                     |
| Široki Brijeg    | 2        | 2004, 2006                                           |
| Leotar           | 1        | 2003                                                 |
| Modriča          | 1        | 2008                                                 |

## Vittorie per città
| Città         | Vittorie | Squadre vincenti              |
| ------------- | -------- | ----------------------------- |
| Sarajevo      | 10       | Željezničar (5), Sarajevo (5) |
| Mostar        | 9        | Zrinjski Mostar (9)           |
| Banja Luka    | 3        | Borac Banja Luka (3)          |
| Široki Brijeg | 2        | Široki Brijeg (2)             |
| Trebigne      | 1        | Leotar (1)                    |
| Modriča       | 1        | Modriča (1)                   |

## Vittorie per regione
| Regioni                       | Titoli | Squadre vincenti              |
| ----------------------------- | ------ | ----------------------------- |
| Sarajevo                      | 10     | Željezničar (5), Sarajevo (5) |
| Erzegovina-Narenta            | 9      | Zrinjski Mostar (9)           |
| Banja Luka (Republika Sprska) | 3      | Borac Banja Luka (3)          |
| Erzegovina Occidentale        | 2      | Široki Brijeg (2)             |
| Trebigne (Republika Sprska)   | 1      | Leotar (1)                    |
| Doboj (Republika Sprska)      | 1      | Modriča (1)                   |

## Marcatori di tutti i tempi
| Rank | Paese                           | Capocannonieri  | Gol | Anni      |
| ---- | ------------------------------- | --------------- | --- | --------- |
| 1    | Bosnia ed Erzegovina (bandiera) | Nemanja Bilbija | 147 | 2008      |
| 2    | Brasile (bandiera)              | Wagner Lago     | 125 | 2003-2018 |
| 3    | Bosnia ed Erzegovina (bandiera) | Stevo Nikolić   | 94  | 2004-2018 |
| 4    | Bosnia ed Erzegovina (bandiera) | Emir Obuća      | 90  | 2000-2012 |
| 5    | Bosnia ed Erzegovina (bandiera) | Krešimir Kordić | 83  | 2000-2015 |